# Fredrik Forssbeck
Johan Fredrik August Forssbeck, född 5 augusti 1814 i Vikingstad, Östergötlands län, död 5 april 1889 i Linköping, var en svensk godsägare och riksdagspolitiker.

## Biografi
Forssbeck avlade examen till rättegångsverken 1836 men fortsatte studierna samma år vid skogsinstitutet där han tog examen 1838. Han blev överjägare i Östergötlands östra revir 1839 och innehade samma post i Östergötlands mellersta revir 1845-1858. Han var tillförordnad förvaltare över ekplanteringarna på Visingsö och i Östra Malmskogen 1845-1849.
Forssbeck ägde flera gods i Östergötlands län, bland andra Duseborg, Rommedal och Ulfsby i Gammalkil. Han var som politiker företrädare för bondeståndet i Valkebo härad, i riksdagen. Efter representationsreformen var han ledamot av andra kammaren under mandatperioden 1870-1872, invald i Vifolka, Valkebo och Gullbergs domsagas valkrets.